# وليد لونيس
وليد لونيس (بالإنجليزية: Walid Lounis)‏ هو لاعب كرة قدم سنغافوري في مركز الدفاع، ولد في 7 أبريل 1983. لعب مع المستقبل الرياضي بالمرسى وتانجونغ باغار يونايتد ونادي غومباك يونايتد ونادي غيلانغ إنترناشونال ونادي كيتشي ونادي ليون سيتي سيلورز لكرة القدم ووودلاندز ويلينغتون.